# Zcash
Zcash ist eine auf Privatsphäre ausgerichtete Kryptowährung, die vom Codebase von Bitcoin abgeleitet ist, mit der wichtigsten Innovation, ein verschlüsseltes Ledger mittels Zero-Knowledge-Beweisen hinzuzufügen. Transaktionen können transparent sein, ähnlich wie Bitcoin-Transaktionen, oder sie können abgeschirmte Transaktionen sein, die eine Art von Zero-Knowledge-Beweis verwenden, um Anonymität in Transaktionen zu bieten. Zcash-Münzen befinden sich entweder in einem transparenten Pool oder in einem abgeschirmten Pool.
Zcash ist eine Code-Fork des Bitcoin-Protokolls und verfügt über eine eigene Blockchain und einen eigenen Währungstoken. Wie Bitcoin hat Zcash ein Gesamtvolumen von 21 Millionen Coins. Bei Zcash beträgt die durchschnittliche Blockzeit 75 Sekunden, ein Block ist maximal 2 Megabyte groß.
Benutzer können Zcash-Wallets wie Zashi verwenden, die standardmäßig Privatsphäre bieten, indem sie verlangen, dass Gelder abgeschirmt werden, bevor sie ausgegeben werden können. Im Juli 2025 sind etwa 20 Millionen der existierenden Münzen abgeschirmt.
Transaktionen in Zcash sind entweder öffentlich oder privat. Im ersten Fall sind Transaktionen ähnlich aufgebaut wie Bitcoin-Transaktionen. Private, oder „abgeschirmte“, Transaktionen basieren auf zk-SNARKS, einer effizienten und ausdrucksstarken Variante von kenntnisfreien Beweisen. Zcash-Münzen befinden sich entweder in einem öffentlichen Pool oder in einem abgeschirmten Pool; im Dezember 2017 befanden sich nur etwa 4 % der Zcash-Münzen im abgeschirmten Pool, und zu diesem Zeitpunkt unterstützten die meisten Krypto-Wallets, sowie webbasierten Wallets keine z-addrs. Der abgeschirmte Pool von zCash-Münzen wurde weiter auf Sicherheit hin analysiert, und es wurde festgestellt, dass der Anonymitätssatz durch heuristikbasierte identifizierbare Nutzungsmuster erheblich geschrumpft werden kann.
Zcash bietet privaten Transaktionspartnern die Option der „selektiven Offenlegung“, die es einem Benutzer ermöglicht, die Zahlung zu Prüfungszwecken nachzuweisen. Ein solcher Grund ist es, privaten Geldgebern die Wahl zu lassen, die Anti-Geldwäsche- oder Steuervorschriften zu erfüllen. „Transaktionen sind prüfbar, aber die Offenlegung steht unter der Kontrolle des Teilnehmers.“ Das Unternehmen hat virtuelle Treffen mit Strafverfolgungsbehörden in den USA veranstaltet, um diese Grundlagen zu erläutern, und hat zu Protokoll gegeben, dass „sie die Währung nicht entwickelt haben, um illegale Aktivitäten zu erleichtern“.

## Verwendung
Zcash wird als eine auf Privatsphäre ausgerichtete Kryptowährung verwendet, die es Benutzern ermöglicht, abgeschirmte (private) oder transparente (öffentliche) Transaktionen zu senden. Abgeschirmte Transaktionen verwenden Zero-Knowledge-Beweise, um Absender, Empfänger und Transaktionsbeträge vertraulich zu halten. Im Juli 2025 werden etwa 20 % des gesamten ZEC-Münzangebots in abgeschirmten Adressen gehalten.
Zashi, eine moderne Wallet, die von der Electric Coin Company entwickelt wurde, gilt derzeit als eine der benutzerfreundlichsten Wallets, die standardmäßig Privatsphäre bietet. Sie erzwingt die Abschirmung von Geldern vor dem Ausgeben und vereinfacht abgeschirmte Transaktionen für Benutzer auf allen Plattformen.
Zcash verwendet einen Proof-of-Work-Konsensmechanismus ähnlich wie Bitcoin. Block-Belohnungen werden zwischen Minern und dem Zcash-Entwicklungsfonds aufgeteilt: 80 % der Belohnungen gehen an Miner, während 20 % für die Aufrechterhaltung der Zcash-Entwicklung zugeteilt werden. Ein vorgeschlagenes zukünftiges Upgrade wird zwei Drittel des Entwicklungsfonds an ZEC-Münzinhaber umleiten und ihnen ermöglichen, über die Verteilung der Mittel abzustimmen—was einen dezentraleren Governance-Mechanismus einführt.

## Skalierungsbestrebungen
Zcash hat sich durch drei große abgeschirmte Pools entwickelt, von denen jeder privater und skalierbarer ist als der vorherige.

### Sprout (2016): Der Prototyp
- Erste Privatsphäre-Kette mit zk-SNARKs.
- Erforderte eine „vertrauenswürdige Setup-Zeremonie“, an der bekanntermaßen Edward Snowden beteiligt war.
- Schwerfällig: Benötigte 3 GB RAM pro Transaktion. Nicht mobilfreundlich.
- Falls das Setup kompromittiert worden wäre, hätten unendlich viele Münzen unentdeckt geprägt werden können.

Heute: in der Abschaffung begriffen. Wallets wie Zashi migrieren Benutzer automatisch weg davon und hin zur privatesten und sichersten Option.

### Sapling (2018): Echte Benutzerfreundlichkeit
- 100× effizienter: endlich auf Handys nutzbar.
- Führte View-Keys, diversifizierte Adressen und Light-Client-Unterstützung ein.
- Vertrauenswürdiges Setup noch erforderlich, aber diesmal mit Hunderten von Teilnehmern in einer zweiphasigen Zeremonie (Powers of Tau[10]). Dezentraler, aber immer noch ein Vertrauensanker.

Sapling wird noch unterstützt, wird aber eingestellt. Die neue UX lenkt Benutzer davon weg.

### Orchard (2022): Kein Vertrauen erforderlich
- Aufgebaut auf Halo 2: einem rekursiven ZK-System ohne vertrauenswürdiges Setup.
- Keine Zeremonien. Keine Annahmen. Keine Vertrauensanker.
- Unterstützt Batching, ZK-Rollups und effiziente Synchronisation auf Mobilgeräten.

Orchard ist heute der Standard in modernen Zcash-Wallets.

## Netzwerk-Upgrades
Das erste Netzwerk-Upgrade von Zcash wurde durch einen Hard Fork bei Blocknummer 347500 durchgeführt, der am 25. Juni 2018 stattfand. Ein neues Feature wurde eingeführt, das es Benutzern ermöglichte, Ablaufzeiten für Transaktionen zu konfigurieren. Fünf Zcash-Verbesserungsvorschläge, namentlich 143, 200, 201, 203, wurden implementiert. Dieses Upgrade verbesserte auch die Signaturverifikation, was half, die Transaktionsgeschwindigkeit zu verbessern.
Seitdem hat das Zcash-Netzwerk mehrere bedeutende Upgrades durchlaufen, einschließlich der Implementierung des Sapling-Protokolls im Jahr 2018 und anschließend des Orchard-Protokolls im Jahr 2022. Im Jahr 2025 entwickelt sich das Netzwerk weiter mit kontinuierlichen Verbesserungen in Privatsphäre, Skalierbarkeit und Benutzerfreundlichkeit, wobei moderne Wallets wie Zashi standardmäßig Privatsphäre bieten und etwa 20 % des gesamten ZEC-Angebots in abgeschirmten Adressen gehalten wird.